# ژولیو هافائل دی آراگاو بوزانو
ژولیو هافائل دی آراگاو بوزانو، (به پرتغالی: Júlio Rafael de Aragão Bozano) (زاده ۸ نوامبر ۱۹۳۶) کارآفرین، سرمایه‌دار و بانکدار برزیلی است، که با در اختیار داشتن ۱۱٪ درصد از سهام شرکت امبرائر، بزرگترین سهام‌دار این شرکت بشمار می‌آید.